# Zigarettenstummel

Ein Zigarettenstummel

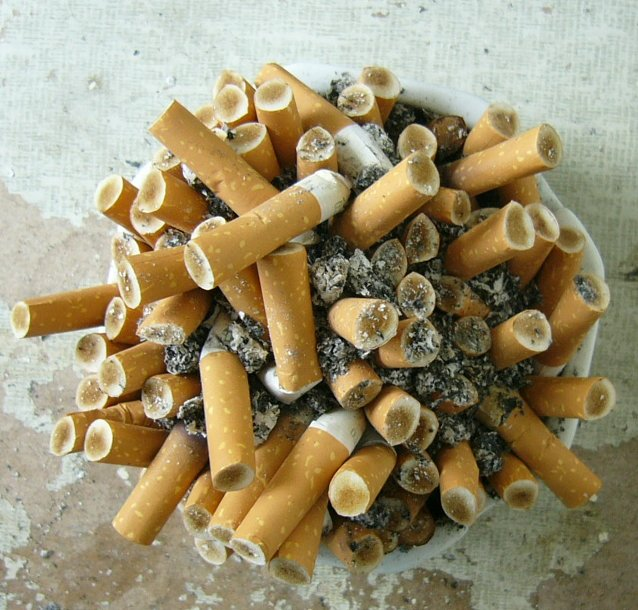
Zigarettenstummel im Aschenbecher

Ein Zigarettenstummel, umgangssprachlich auch „Stummel“, österreichisch „Tschickstummel“, oder „Kippe“, ist das Ende einer gerauchten Zigarette. Er besteht normalerweise aus dem Zigarettenfilter mit Papierresten oder ohne Filter aus Papier- mit Tabakresten.

## Rechtliches

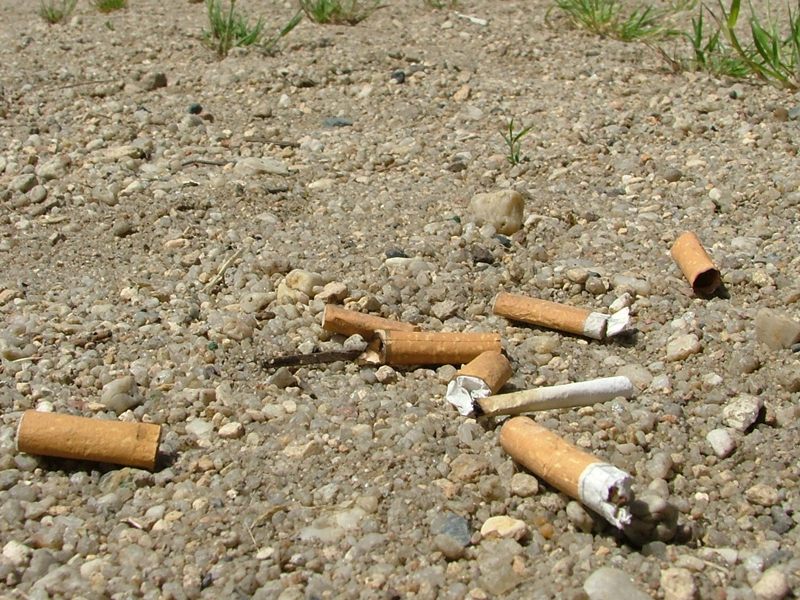
Zigarettenstummel auf dem Boden

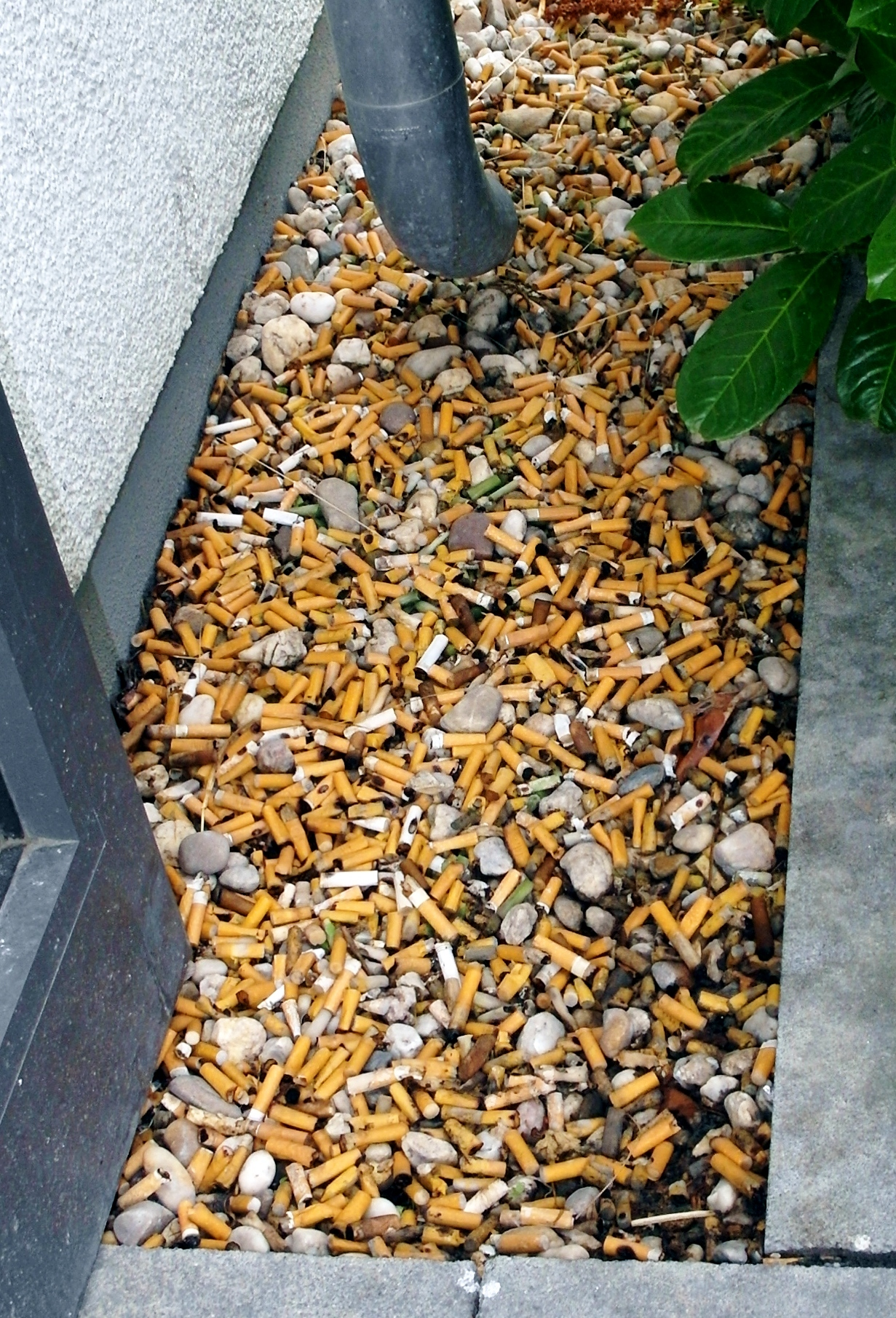
Zigarettenstummel werden oft einfach weggeworfen – hier vor einem deutschen Krankenhaus

Das deutsche Kreislaufwirtschaftsgesetz regelt als rechtlicher Rahmen für die Abfallentsorgung auch die ordnungsgemäße Entsorgung von Zigarettenkippen. Außerhalb dafür zugelassener Anlagen sind Zigarettenkippen illegal entsorgt. Dies ist ordnungswidrig und ist im Rahmen der kommunalen Zuständigkeit für die Abfallwirtschaft bereits heute mit Bußgeldern belegt. Es wird von den zuständigen Behörden zunehmend auch geahndet.

Kennzeichen nach der Einwegkunststoff-Richtlinie

In der Europäischen Union legt die Einwegkunststoff-Richtlinie fest, dass Zigarettenverpackungen mit Filter und Filter, die für den Gebrauch mit Tabakprodukten gedacht sind und die nach dem 3. Juli 2021 in den Handel kommen, mit Symbolen und Text gekennzeichnet werden. Die Kennzeichen sollen darüber informieren, dass die Filter Kunststoff enthalten und ihre illegale Entsorgung für Lebewesen eine Gefahr darstellt. In Deutschland wird die Kennzeichnung durch die Einwegkunststoffkennzeichnungsverordnung (EWKKennzV) umgesetzt.  Eine Initiative von Bürgern aus Deutschland und Österreich hat dazu im Sommer 2021 eine kleine statistische Erhebung der Zahlen von Kippen in definierten Straßenräumen vor und nach Einführung dieser Kennzeichnungspflicht durchgeführt, konnte aber keine Abnahme der Mengen durch diese Vorschrift feststellen.

## Kulturelles
In der Nachkriegszeit nahm in Deutschland das Phänomen des Kippensammelns besondere Ausmaße an, wovon einige Lieder zeugen:
Ein alter Schlager, eine Parodie auf Sentimental Journey:
„Stell dir vor, wir fänden eine Kippe // stell dir vor, wir fänden zwei // stell dir vor, wir fänden eine dritte // Mensch, wär das 'ne Pafferei“
Im Kippen-Boogie heißt es:
Und morgens in der Straßenbahn – da fängt es auch schon an – da bettelt mich mein Nachbarsmann – um eine Kippe an. Das ist der Kippen-Boogie – Kämel oder Lucki – die Länge ist egal – wir kippen noch einmal. 2. Strophe: Am Bahnhof gibt’s ne Keilerei – und alles passt gut auf – denn einer wirft ne Kippe weg – und hundert stürzen drauf. usw.
 Eine besondere Technik des Sammelns von Zigarettenstummeln war das Kippenstechen. Der Kippenstecher befestigte eine Nadel oder einen Nagel an einem Stock, mit dem er dann die Kippen aufspießte.

## Umgang mit Kippen weltweit
Der Umgang mit Zigarettenstummeln unterscheidet sich in verschiedenen Kulturen teils stark, so ist es beispielsweise in Japan deutlich stärker als in westlichen Ländern verpönt, einen Zigarettenstummel oder auch nur Asche auf den Boden fallen zu lassen; stattdessen ist der Gebrauch von tragbaren Aschenbechern verbreitet. In Singapur sind für erwischte Kippenwegwerfer vergleichsweise hohe Geldstrafen fällig. 21 US-Gemeinden, die sich am Cigarette Litter Prevention Program der Organisation Keep America Beautiful beteiligten, konnten das Kippen-Littering innerhalb von ein bis vier Jahren im Durchschnitt um 42 Prozent verringern.
In Europa ist es in der deutschsprachigen Schweiz am stärksten verpönt. Die Stadt Wien mahnte 2012 mit einer Serie von humorvollen Werbespots gegen Vermüllen, einer bezog sich speziell auf aus dem Auto geworfene Zigarettenstummel. 2011 kostete in Wien das Vermüllen mit Hundekot oder Zigarettenstummel 36 € als Organstrafe, in einem dokumentierten Fall 75 € als Verwaltungsstrafe, bei 1000 € Strafrahmen. Ab 2011 wiesen in Wien auch kleine Stecktafeln in Grünanlagen und Straßenbegleitgrün auf diesen Strafsatz hin und patrouillieren „Waste-Watcher“ über das Wiener Reinhaltegesetz. In Graz beträgt der Organstrafsatz 10 € (Stand 2014). In Paris wurde 2015 die Strafhöhe für das Wegwerfen einer Zigarette von 35 auf 68 € angehoben. Pro Jahr werden dort 350 Tonnen Stummel von der Straßenreinigung eingesammelt.
In Deutschland gibt es in zahlreichen Städten Anti-Littering-Initiativen. Die Stadt Heidelberg erhöhte die Bußgelder für das achtlose Wegwerfen von Abfall wie zum Beispiel von Zigarettenkippen Ende 2019 von 50 auf 75 Euro.

## Gefahren

### Umweltverschmutzung

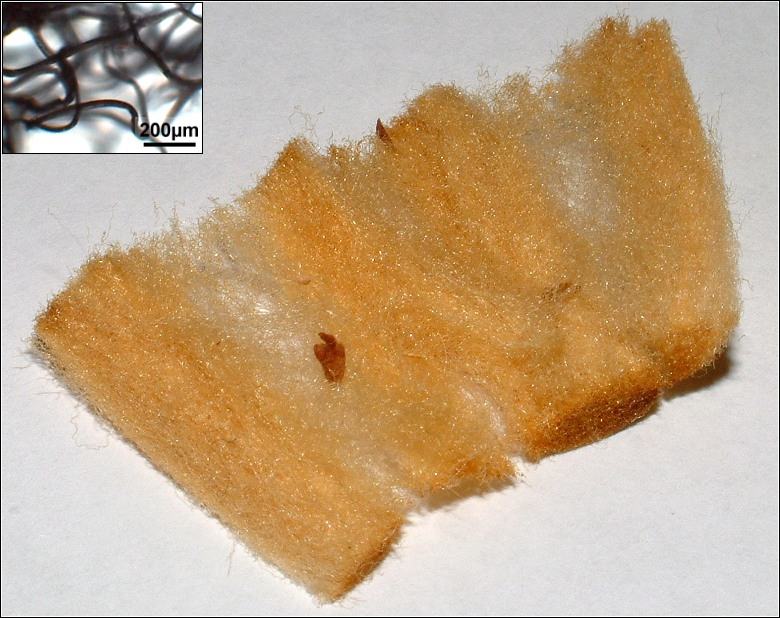
Celluloseacetat in einem gebrauchten Zigarettenfilter

Die Entsorgung der Überreste von Zigaretten außerhalb dafür vorgesehener Sammelgefäße, etwa durch achtloses Wegwerfen von Zigarettenkippen in der freien Natur oder im öffentlichen Straßenraum, stellt eine ernstzunehmende Umweltbelastung dar. Bei Aufräumaktionen in Städten und Küstengewässern machen sie 30 bis 40 Prozent des anfallenden Abfalls aus.
Eine Studie des Verbandes kommunaler Unternehmen (VKU) von 2020 kam auf jährliche Kosten von 225 Mio. Euro für die Beseitigung von Zigarettenstummeln in Deutschland.
Die Zahl der weltweit pro Jahr weggeworfenen Zigarettenstummel wird auf 4,5 Billionen geschätzt.
Laut einer Untersuchung der TU Berlin aus dem Jahr 2014 liegen in Berlin auf einem Quadratkilometer Freifläche durchschnittlich 2,7 Millionen Kippen.
Sie enthalten laut WHO bis zu 7000 verschiedene Chemikalien, wovon viele giftig für die Umwelt und mindestens 50 krebserregend sind. Neuere Untersuchungen des NIST belegen diese Aussage. In den Zigarettenfiltern sammelt sich bestimmungsgemäß ein Großteil der im Tabakrauch enthaltenen Schadstoffe, vor allem Nikotin. Dieses ist im Gefahrstoffrecht GHS (Global Harmonisiertes System) unter anderem als giftig für Wasserorganismen mit langfristiger Wirkung (H411) eingestuft. Aus einem Stummel können – beispielsweise durch Regen – knapp zwei Milligramm Nikotin in Böden und Gewässer gespült werden. Der wasserlösliche Gehalt an Nikotin einer standardisierten Kippe liegt um das 14fache über dem EU-Grenzwert von 0,5 mg pro Gramm für gefährliche tabakhaltige Abfälle. Daneben können in gebrauchten Zigarettenfiltern unter anderem noch Arsen, Blei, Chrom, Kupfer, Cadmium, Formaldehyd, Benzol, Nitrosamine, polycyclische aromatische Kohlenwasserstoffe (PAK), Teer und Tabakzusatzstoffe aus Resttabak enthalten sein.
Belastet werden durch die Giftstoffe hauptsächlich Gewässer und deren Bewohner. Beispielsweise ist für Fische eine Zigarette pro Liter Wasser tödlich und für Wasserflöhe schon eine Zigarette pro acht Liter Wasser (jeweils 50 Prozent Sterberate). Ein weiteres Problem ist, dass Tiere die Stummel mit Nahrung verwechseln können und es so zu ernsten Gesundheitsproblemen oder sogar zum Tod kommt. Aber auch für die Trinkwasserversorgung des Menschen können Gefahren entstehen. Entgegen früheren, viel geringeren Annahmen kann eine einzige Zigarettenkippe bis zu 1000 Liter Wasser verunreinigen, hauptsächlich durch Nikotin. Zigarettenkippen werden nach dieser Quelle als relevante Bedrohung für die Qualität städtischer Gewässer und folglich für das Trinkwasser eingestuft.
Der Zigarettenfilter aus Celluloseacetat zersetzt sich erst nach langer Zeit in Gewässern: Im Süßwasser wird von 15 Jahren ausgegangen und im Salzwasser von 400 Jahren. Die Zerfallsprodukte von fabrikneuen Filtern reduzieren zudem die Keimfähigkeit und das Wachstum von Gras und Klee.
Die Gewässerschutz-Organisation RhineCleanUp, die sich für die Befreiung speziell der Rheinufer, aber auch der Umgebung anderer Gewässer von Müll einsetzt, veranstaltet jedes Jahr im Frühling eine einwöchige Kippensammelaktion unter dem Namen R(h)ine-Kippen.

### Brandgefahr
Weggeworfene, noch glimmende Zigarettenstummel können Brände auslösen. Diese verursachen oftmals erhebliche Schäden und können auch Menschenleben gefährden.

### Verschlucken durch Kinder
Kinder nehmen manchmal aufgefundene Zigarettenstummel in den Mund, sei es aus Neugier oder um rauchende Erwachsene nachzuahmen. Abhängig vom Körpergewicht können bereits eine bis drei verschluckte Zigarettenstummel zu deutlichen Vergiftungserscheinungen, wie Übelkeit, Durchfall und/oder Erbrechen führen. So gingen beispielsweise beim Giftnotruf Berlin von 2015 bis 2017 2888 Anrufe ein aufgrund durch Kinder verschluckter Zigarettenkippen. Im Jahr 2007 waren es 260 Notrufe von Betroffenen, weil Kinder Zigaretten oder Teile davon verschluckt hatten. Im Jahr 2010 waren dies 921 Fälle.
Ein einheitliches Rauchverbot auf Kinderspielplätzen besteht in Deutschland und der Schweiz nicht, jedoch haben sowohl einige Länder (z. B. Bayern), als auch einzelne Kommunen (z. B. Heidelberg, Dresden) entsprechende Verbote erlassen. Seit Juli 2013 ist das Rauchen auf Bremer Kinderspielplätzen verboten, dieses Landesgesetz ist zunächst bis August 2018 befristet.
In Berlin besteht mit Ausnahme der Bezirke Neukölln und Treptow-Köpenick auf allen Spielplätzen Rauchverbot.
Eine Untersuchung des Deutschen Krebsforschungszentrums aus dem Jahr 2010 zeigte, dass sich auch trotz entsprechenden Rauchverbots beispielsweise in Würzburg noch mehr als 50 Kippen je Spielplatz finden lassen.
In Österreich besteht mit Stand September 2014 in den Kärntner Städten Villach und Wolfsberg ein Rauchverbot auf Spielplätzen. Da das Präsidialamt meinte, ein Rauchverbot würde vor den Verfassungsrichtern nur halten, wenn damit ein „dauerhafter Missstand“ verhindert wird, wurde eine ähnliche Verordnung per Gemeinderatsbeschluss in Graz vereitelt. In Wien ist das Rauchen auf Kinderspielplätzen seit zumindest 2008 verboten.

## Zigarettenfilter in Vogelnestern
In Mexiko bauen Hausgimpel und Sperlinge häufig Zigarettenstummel in ihre Nester ein. Eine Studie fand im Jahr 2012 in rund 90 Prozent aller Nester Zigarettenfilter integriert. Nachweislich korrelierte das Ausmaß von Milbenbefall stark negativ mit der Anzahl der zum Nestbau genutzten Kippen. Das darin enthaltene Nikotin ist ein starkes Insektizid. Ungeklärt blieb, ob die Tiere dies gezielt einsetzten, oder „ob es sich um einen zufälligen Zusatzeffekt handelt“.